# Elipsoida obrotowa
Elipsoida obrotowa (sferoida) – powierzchnia lub bryła powstała na skutek obrotu elipsy wokół jej osi symetrii. W przypadku Ziemi osią tą jest mała oś elipsy, czyli oś ziemska.
Elipsoida obrotowa to taka elipsoida, której co najmniej dwie półosie mają równą długość. Szczególnym przypadkiem elipsoidy obrotowej jest sfera, co ma miejsce, gdy obracająca się elipsa ma równe półosie, tzn. jest okręgiem, czyli elipsoida ma wszystkie trzy półosie równej długości.

## Wzory i właściwości
Niech {\displaystyle a,b,c} oznaczają długości osi, zorientowane tak, że:
Równanie parametryczne elipsoidy obrotowej:
{\displaystyle x=a\sin v\cos u}
{\displaystyle y=a\sin v\sin u}
{\displaystyle z=c\cos v.}
Równanie w kartezjańskim układzie współrzędnych:
{\displaystyle {\frac {x^{2}+y^{2}}{a^{2}}}+{\frac {z^{2}}{c^{2}}}=1,}
gdzie {\displaystyle u\in \{0,\tau \},} a {\displaystyle v\in \{o,\pi \}.}
Pole powierzchni bryły wynosi:
{\displaystyle {\begin{aligned}S&=\tau a^{2}+{\frac {\pi c^{2}}{e_{1}}}\ln \left({\frac {1+e_{1}}{1-e_{1}}}\right)\\&=\tau a^{2}+{\frac {\tau ac}{e_{2}}}\sin ^{-1}e_{2}\\&=\tau (a^{2}+{\frac {c^{2}}{e_{1}}}\operatorname {tgh} ^{-1}e_{1})\\&=\tau \left(a^{2}+c_{2}^{2}F_{1}\left({\frac {1}{2}}{,}1;{\frac {3}{2}};1-{\frac {c^{2}}{a^{2}}}\right)\right)\end{aligned}}}
gdzie:
{\displaystyle e_{1}={\sqrt {1-{\frac {c^{2}}{a^{2}}}}},}
{\displaystyle e_{2}={\sqrt {1-{\frac {a^{2}}{c^{2}}}}}.}
{\displaystyle F_{1}} to funkcja hipergeometryczna.
Objętość bryły wynosi:
{\displaystyle {\frac {4\pi a^{2}c}{3}}.}